# NFL 1956
Die NFL-Saison 1956 war die 37. Saison der National Football League. Als Sieger aus dieser Saison gingen die New York Giants hervor.
Da der bisherige TV-Partner DuMont Television Network vor Beginn der Saison den Sendebetrieb eingestellt hatte, wurde mit CBS ein neuer Sender gefunden, der die Spiele landesweit übertrug.
Im Jahr 1956 wird die heute noch bestehende Spielergewerkschaft National Football League Players Association gegründet. Ab dieser Saison spielen die New York Giants im Yankee Stadium.

## Regular Season
| Eastern Conference  | Eastern Conference | Eastern Conference | Eastern Conference | Eastern Conference | Eastern Conference | Eastern Conference |
| Team                | S                  | N                  | U                  | SQ                 | P+                 | P−                 |
| ------------------- | ------------------ | ------------------ | ------------------ | ------------------ | ------------------ | ------------------ |
| New York Giants     | 8                  | 3                  | 1                  | 0,727              | 264                | 197                |
| Chicago Cardinals   | 7                  | 5                  | 0                  | 0,583              | 240                | 182                |
| Washington Redskins | 6                  | 6                  | 0                  | 0,500              | 183                | 225                |
| Cleveland Browns    | 5                  | 7                  | 0                  | 0,417              | 167                | 177                |
| Pittsburgh Steelers | 5                  | 7                  | 0                  | 0,417              | 217                | 250                |
| Philadelphia Eagles | 3                  | 8                  | 1                  | 0,273              | 143                | 215                |

| Western Conference  | Western Conference | Western Conference | Western Conference | Western Conference | Western Conference | Western Conference |
| Team                | S                  | N                  | U                  | SQ                 | P+                 | P−                 |
| ------------------- | ------------------ | ------------------ | ------------------ | ------------------ | ------------------ | ------------------ |
| Chicago Bears       | 9                  | 2                  | 1                  | 0,818              | 363                | 246                |
| Detroit Lions       | 9                  | 3                  | 0                  | 0,750              | 300                | 188                |
| San Francisco 49ers | 5                  | 6                  | 1                  | 0,455              | 233                | 284                |
| Baltimore Colts     | 5                  | 7                  | 0                  | 0,417              | 270                | 322                |
| Green Bay Packers   | 4                  | 8                  | 0                  | 0,333              | 264                | 342                |
| Los Angeles Rams    | 4                  | 8                  | 0                  | 0,333              | 291                | 307                |

Legende:
| Siege              | Niederlagen           | Unentschieden           | SQ gewonnene Spiele (relativ) |
| P+ gemachte Punkte | P− gegnerische Punkte | Championship-Teilnehmer |                               |

## Play-offs
Das NFL Championship Game 1956 fand am 30. Dezember 1956 im Yankee Stadium in New York City statt. Die Sieger der Eastern und der Western Division traten darin gegeneinander an. Die New York Giants besiegten die Chicago Bears deutlich mit 47:7.

## Draft
Der NFL Draft 1956 fand in den ersten drei Runden im Bellevue-Stratford Hotel in Philadelphia, in den übrigen Runden im Ambassador Hotel in Los Angeles statt. Als Gesamterster wurde Gary Glick ausgewählt, der am College als Quarterback spielte. In der NFL spielte er jedoch als Safety.